# الإنسان مدني بالطبع

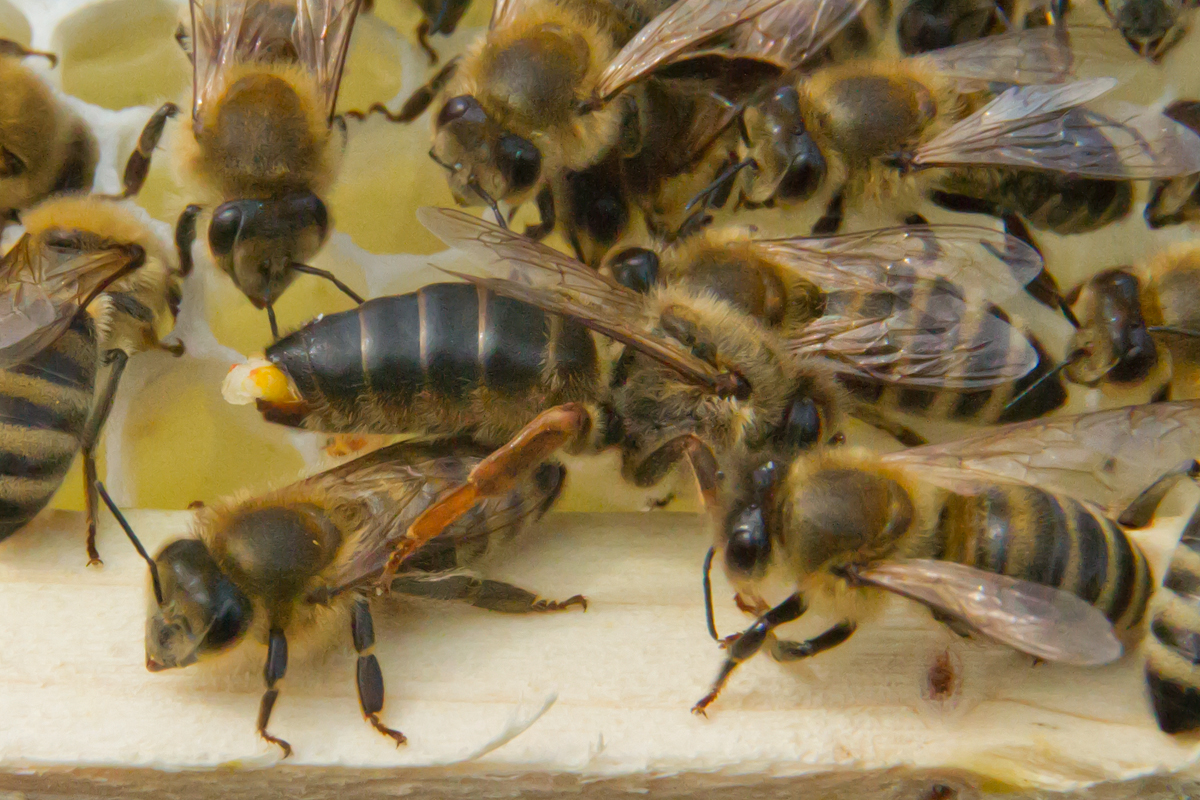

الإنسان مدني بالطبع عبارة عن نسبة الإنسان إلى المدينة. والمدينة لغة المقام من مدن بالمكان إذ أقام به. قال صاحب المستدرك، تمدن الرجل تخلق بأخلاق أهل المدن وانتقل من حالة الخشونة والبربرية والجهل إلى حالة الظرف والأنس والمعرفة. وقال، والمدينة عند الفلاسفة موضع اجتماع الناس.

## مذاهب العلماء

### ابن العربي
قال الفقيه ابن العربي: «فنقول: لما كان الإنسان مدنيا بالجبلة، مفتقرا إلى الصحبة بالضرورة، لأنه خلق خلقا لا يستقل بمعاشه ولا يستبد بمنافعه بل هو مفتقر في ذلك إلى غيره، وكان ذلك الغير إما مجتمعا معه وإما مباينا عنه، والمنفعة التي يفتقر إليها إما حاضرة وإما غائبة.»

### ابن تيمية
قال ابن تيمية: «إذ كان الإنسان مدنيا بالطبع، لا تتم مصلحته إلا ببني جنسه، يعاونونه على جلب المنفعة ودفع المضرة،» ويقول أيضا: «الإنسان مدني بالطبع لا يستقل بتحصيل مصالحه، فلا بد لهم من الاجتماع للتعاون على المصالح.» وقال ابن القيم: «إن الإنسان مدني بالطبع، لا بد له أن يعيش مع الناس.»

### الرازي
ويقول الفخر الرازي عند قوله تعالى: {والنهار مبصرا}: «اعلم أن الإنسان مدني بالطبع، ومعناه أنه ما لم يحصل مدينة تامة لم تنتظم مهمات الإنسان في مأكوله ومشروبه وملبسه ومنكحه، وتلك المهمات لا تحصل إلا بأعمال كثيرة» ويقول عند قوله تعالى: {فاحكم بين الناس بالحق}: «واعلم أن الإنسان خلق مدنيا بالطبع، لأن الإنسان الواحد لا تنتظم مصالحه إلا عند وجود مدينة تامة، حتى أن هذا يحرث وذلك يطحن وذلك يخبز وذلك ينسج وهذا يخيط، وبالجملة فيكون كل واحد منهم مشغولا بمهم، وينتظم من أعمال الجميع مصالح الجميع. فثبت أن الإنسان مدني بالطبع.» 

### ابن خلدون
وقال ابن خلدون في مقدمته (341:2): «إنك تسمع في كتب الحكماء قولهم: «إن الإنسان مدني الطبع،» يذكرونه في إثبات النبوات وغيرها، والنسبة فيه إلى المدينة، وهي عندهم كناية عن الاجتماع البشري، ومعنى هذا القول: أنه لا تمكن حياة المنفرد من البشر، ولا يتم وجوده إلا مع أبناء جنسه، وذلك لما هو عليه من العجز عن استكمال وجوده وحياته، فهو محتاج إلى المعاونة في جميع حاجاته أبدا بطبعه، وتلك المعاونة لا بد فيها من المفاوضة أولا، ثم المشاركة وما بعدها، وربما تفضي المعاملة عند اتحاد الأغراض إلى المنازعة والمشاجرة، فتنشأ المنافرة والمؤالفة، والصداقة والعداوة، وتؤول إلى الحرب والسلم بين الأمم والقبائل، وليس ذلك على أي وجه اتفق، كما بين الهمل من الحيوانات، بل البشر بما جعل الله فيهم من انتظام الأفعال وترتيبها بالفكر كما تقدم، جعل ذلك منتظما فيهم، ويسرهم لإيقاعه على وجوه سياسية وقوانين حكمية، ينكبون فيها عن المفاسد إلى المصالح، وعن الحسن إلى القبيح (كذا في النص المطبوع، ولعله يريد: من القبيح إلى الحسن)، بعد أن يميزوا القبائح والمفسدة بما ينشأ عن فعل ذلك عن تجربة صحيحة، وعوائد معروفة بينهم، فيفارقون الهمل من الحيوان، وتظهر عليهم نتيجة الفكر في انتظام الأفعال وبعدها عن المفاسد. هذه المعاني التي يحصل بها ذلك لا تبعد عن الحس كل البعد، ولا يتعمق فيها الناظر، بل كلها تدرك بالتجربة وبها يستفاد، لأنها معان جزئية تتعلق بالمحسوسات، وصدقها وكذبها يظهر قريبا في الواقع، فيستفيد طالبها حصول العلم بها من ذلك، ويستفيد كل واحد من البشر القدر الذي يسر له منها، مقتنصا له بالتجربة بين الواقع في معاملة أبناء جنسه، حتى يتعين له ما يجب، وينبغي فعلا وتركا، وتحصل بملابسته الملكة في معاملة أبناء جنسه».

### المناوي
وقال الإمام المناوي في شرحه لحديث (المؤمن للمؤمن كالبنيان): «والمراد بعض المؤمنين لبعض كالحائط، لا يتقوى في أمر دينه ودنياه إلا بمعونة أخيه كما أن بعض البنيان يقوى ببعضه، (يشد بعضه بعضا) بيان لوجه التشبيه،» وزاد «وفيه تفضيل الاجتماع على الانفراد، ومدح الاتصال على الانفصال، فإن البنيان إذا تفاصل بطل وإذا اتصل ثبت الانتفاع به بكل ما يراد منه.» وينسب للراغب الأصفهاني قوله: «إنه لما صعب على كل أحد أن يحصل لنفسه أدنى ما يحتاج إليه إلا بمعاونة غيره له، فلقمة طعام لو عددنا تعب تحصيلها من زرع وطحن وخبز وصناع آلاتها لصعب حصره، فلذلك قيل الإنسان مدني بالطبع، ولا يمكنه التفرد عن الجماعة بعيشه، بل يفتقر بعضهم لبعض في مصالح الدارين، وعلى ذلك نبه بهذا الحديث».

### ابن عاشور
وقال الطاهر بن عاشور: «والله بنى نظام هذا العالم على تعاون الناس بعضهم مع بعض، لأن الإنسان مدني بالطبع، فإذا لم يأمن أفراد الإنسان بعضهم بعضا تنكر بعضهم لبعض، وتبادروا الإضرار والإهلاك ليفوز كل واحد بكيد الآخر قبل أن يقع فيه، فيفضي ذلك إلى فساد كبير في العالم، والله لا يحب الفساد ولا ضر عبيده إلا حيث تأذن شرائعه بشيء.»  وقال أيضا: والإنسان قيل سمي بذلك لأنه خلق خلقة لا قوام له إلا بإنس بعضهم ببعض، ولهذا قيل الإنسان مدني بالطبع، من حيث لا قوام لبعضهم إلا ببعض، ولا يمكنه أن يقوم بجميع أسبابه اهـ 

### الإيجي
وقال عضد الدين الإيجي في المواقف: وإنما كان التعاون ضروريا لهذا النوع من حيث أنه لا يستقل واحد منهم بما يحتاج إليه في معاشه من مأكله ومشربه وملبسه دون مشاركة من أبناء جنسه في المعاملات وهو أن يعمل كل واحد لآخر مثل ما يعمله الآخر له والمعاوضات وهي أن يعطي كل واحد صاحبه من عمله بإزاء ما يؤخذ منه من عمله ألا ترى أنه لو انفرد إنسان وحده لم يتيسر أو لم تحسن معيشته بل لا بد له من أن يكون معه آخرون من بني نوعه حتى يخبز هذا لذلك ويطحن ذاك لهذا ويزرع لهما ثالث وهكذا فإذا اجتمعوا على هذا الوجه صار أمرهم مكفيا ولذلك قيل الإنسان مدني بالطبع فإن التمدن هو هذا الاجتماع ولا بد لهم في التعاون من معاملة ومعاوضة يجريان بينهم ولا بد فيهما من قانون عدل يحافظ عليه دفعا للظلم اهـ 

### التهانوي
وقال التهانوي: السياسة المدنية من أقسام الحكمة العملية وتسمى بالحكمة السياسية وعلم السياسة وسياسة الملك والحكمة المدنية. وهو علم تعلم منه أنواع الرئاسة والسياسات والاجتماعات المدنية وأحوالها، وموضوعه المراتب المدنية وأحكامها والاجتماعات الفاضلة والرديئة، ووجه استبقاء كل واحد منها وعلة زواله، ووجه انتقاله وما ينبغي أن يكون عليه الملك في نفسه، وحال أعوانه وأمر الرعية وعمارة المدن. وهذا العلم وإن كان الملوك وأعوانهم أحوج إليه فلا يستغني عنه أحد من الناس لأن الإنسان مدني بالطبع ويجب عليه اختيار المدينة الفاضلة مسكنا والهجرة عن الرديئة، وإن يعلم كيف ينفع أهل مدينته وينتفع بهم، وإنما يتم ذلك بهذا العلم. اهـ 

### الأحمدنكري
وقال الأحمنكري الإنسان مدني بالطبع أي محتاج في تعيشه إلى التمدن وهو اجتماعه مع بني نوعه يتعاونون ويتشاركون في تحصيل الغذاء واللباس والمسكن وغيرها انتهى. اعلم أن ما يحتاج إليه الإنسان وهو الغذاء واللباس والمسكن وغيرها من المنكح ودفع المؤذيات وجلب المنافع وأصولها هي المعاونة والمشاركة بأنواعها في تحصيل الغذاء واللباس والمسكن وغيرها وهذه الأصول موقوفة على تعريف كل واحد صاحبه ما في ضميره والتعريف المذكور موقوف على البيان المعرب عما في القلوب فذكر البيان حيث قال هو علم من البيان ما لم يعلم إيماء وانتقالا إلى أصول ما يحتاج إليه الإنسان كالانتقال من العلة إلى المعلول والمؤثر إلى الأثر ثم العلامة قال بعد ذلك ثم إن هذا الاجتماع إنما ينتظم إذا كان بينهم معاملة إلى آخره. اهـ 

## أنواع الاجتماعات
قال صاحب المستدرك في أنواع الاجتماعات فمنها الكاملة، ومنها غير الكاملة والكاملة ثلاث عظمى ووسطى وصغرى. فالعظمى اجتماعات الجماعة كلها في المعمورة، والوسطى اجتماع أمة في جزء من المعمورة، والصغرى اجتماع أهل مدينة في جزء من مسكن أمة. وغير الكاملة: أهل القرية، واجتماع أهل المحلة، ثم اجتماع في سكة، ثم اجتماع في منزل وأصغرها المنزل والمحلة والقرية هما جميعا لأهل المدينة، إلا أن القرية للمدينة على إنها خادمة للمدينة والمحلة للمدينة على إنها جزؤها. والمدينة التي يقصد بالاجتماع فيها التعاون على الأشياء التي تنال بها السعادة في الحقيقة، هي المدينة الفاضلة.